# 大洋村
大洋村（たいようむら）は、茨城県にあった村である。村名は太平洋に由来する。
2005年（平成17年）10月11日、旭村、鉾田町と合併し鉾田市となった。

## 地理
茨城県南東部にある。東は鹿島灘に面し、西は北浦に面する。
- 湖沼：北浦

### 隣接していた自治体
- 鹿島郡鉾田町
- 鹿島郡大野村
- 行方郡北浦町

## 歴史

### 沿革
- 1955年（昭和30年）3月31日 - 上島村・白鳥村が新設合併し発足。
- 1968年（昭和43年） - 鹿行大橋が開通。
- 1985年（昭和60年）3月14日 - 鹿島臨海鉄道大洗鹿島線が開業。
- 1993年（平成5年）4月1日 - 国道354号（館林市 - 大洋村）が制定される。
- 2003年（平成15年）- 「寝たきり予防と医療費削減を可能とした地域の健康づくりシステムの開発」で産学官連携功労者表彰科学技術政策担当大臣賞を受賞[3]（筑波大学との共同受賞）。
- 2005年（平成17年）10月11日 - 旭村・鉾田町と新設合併し鉾田市が発足。同日大洋村廃止。

## 観光
バブル期には乱開発により小規模な別荘地が続々と造成され、合併後の鉾田市が2018年に行った調査では鉾田市内の空き家の内、約8割が旧大洋村に集中していたが、その数約2700戸であった。昭和期に鹿嶋市は「鹿嶋開発」という名の工業用地としての開発が進んだが、事業用地の展開を見込んだ東京の不動産業者によって隣接する大洋村でも多くの山林が買われた。その後、開発は大洋村までは到達せず、別荘地として開発された経緯がある。
こうした別荘地は、主にターゲットを週末を利用する都内のサラリーマンに的を絞っていた関係で土地も小規模で、建物も貧弱であったため、その後、放置される物件が多くなり、現状は放置された建物から建具が盗まれる、誰も立ち入らなくなった敷地に不法投棄が行われるなど治安も悪化し荒廃している。

## 地域

### 教育
- 大洋村立大洋保育園
- 大洋村立つばさ幼稚園
- 大洋村立大洋中学校
- 大洋村立上島東小学校
- 大洋村立上島西小学校
- 大洋村立白鳥東小学校
- 大洋村立白鳥西小学校

## 交通

### 鉄道
- 鹿島臨海鉄道
  - 大洗鹿島線：北浦湖畔駅 - 大洋駅

### 道路
一般国道
- 国道51号
- 国道354号

主要地方道
- 茨城県道18号茨城鹿島線

一般県道
- 茨城県道242号鉾田鹿嶋線